# Nikolai Dmitrijewitsch Tarakanow
Nikolai Dmitrijewitsch Tarakanow (russisch Николай Дмитриевич Тараканов; * 19. Mai 1934 in Gremyachiye Oblast Woronesch) ist ein russischer Heeresoffizier. Er kommandierte die an der Bewältigung der Nuklearkatastrophe von Tschernobyl beteiligten Einheiten der Sowjetarmee.

## Militärische Laufbahn
Nikolai Tarakanow trat als Jugendlicher in die sowjetische Armee ein. Er erwarb im Rahmen seiner militärischen Karriere den Doktorgrad der Militärwissenschaft. Er spezialisierte sich auf die Verluste und Bedingungen nach einem Atomkrieg, insbesondere mögliche Einsatzformen für die Pioniertruppe. Ab 1970 führte er praktische Versuche in Noginsk bei Moskau durch. Er veröffentlichte zwei Instruktionsbücher für die Sowjetischen Streitkräfte bezüglich Wiederaufbaumaßnahmen nach einem nuklearen Krieg.
Nikolai Tarakanow ging als Generalmajor in den Ruhestand.

## Tschernobyl-Katastrophe
Als stellvertretender Kommandant der Zivilschutzkräfte in der Sowjetunion wurde ihm die Aufgabe übertragen, die bei den Aufräumarbeiten ab 1986 tätigen Militäreinheiten zu befehligen. 2019 veröffentlichte er im Staatsauftrag zusammen mit zwei anderen Autoren seine Erinnerungen an die Katastrophe.